# Nadesjda Mandelsjtam
Nadesjda Jakolevna Mandelsjtam (russisk: Надежда Яковлевна Мандельштам, tr. Nadesjda Jakovlevna Mandelsjtam; født 31. oktober 1899, død 29. december 1980) var en russisk digter, der var gift med digteren Osip Mandelsjtam.
Hun blev født Nadesjda Jakolevna Khasina i Saratov i en jødisk middelklassefamilie og tilbragte en del af sin barndom og ungdom i Kijev. Efter afsluttet gymnasium studerede hun kunst.
I 1921 blev hun gift med Osip Mandelsjtam, og parret boede i de følgende år i Ukraine, Petrograd, Moskva og Georgien. Osip blev arresteret i 1934 for sit satiriske Stalin-epigram, og parret gik i eksil i Tjerdyn i Perm-regionen og senere i Voronesj.
Efter Osips anden arrestation og hans efterfølgende død i transitlejren "Vtoraja Retjka" i nærheden af Vladivostok i 1938 kom Nadesjda Mandelsjtam til at leve et nomadeagtigt liv, hvor hun undgik arrestation ved hyppige adresseændringer og midlertidige jobs. I mindst et tilfælde, i Kalinin, ankom det hemmelige politi NKVD til hendes bosted blot dagen efter, at hun havde forladt det.
Som et formål med sit liv satte hun sig for at bevare og udgive sin mands poetiske arv. Det lykkedes hende at bevare det meste af det i hukommelsen, da hun ikke turde stole på at have værkerne nedskrevet på papir.
Ved Josef Stalins død færdiggjorde Nadesjda Mandelstam sin disputats (1956) og fik lov til at vende tilbage til Moskva (1958).
I sine erindringer, Hope against Hope og Hope Abandoned (engelsk oversættelse), oversat til dansk med titlen Erindringer (1975), der først blev udgivet i Vesten, giver hun en episk analyse af sit liv og kritiserer den moralske og kulturelle fornedrelse, der fandt sted i Sovjetunionen i 1920'erne og senere. Titlerne på de to bøger indeholder et ordspil, da Nadesjda på dansk betyder håb.
I 1979 gav hun sine arkiver til Princeton University. Hun døde i Moskva i 1980 i en alder af 81 år.

## Om Nadesjda Mandelstam
Den britiske forfatter Bruce Chatwin har skrevet et essay med titlen Et besøg hos Nadesjda Mandelstam i samlingen Hvad gør jeg her? fra 1989.
Den danske digter Adrian Boult har skrevet et digt med titlen Besøg hos Nadesjda Mandelstam. 